# Минамиаики
Минамиаики (яп. 南相木村 Минамиаики-мура) — село в Японии, находящееся в уезде Минамисаку префектуры Нагано. Площадь села составляет 66,03 км², население — 1058 человек (1 августа 2014), плотность населения — 16,02 чел./км².

## Географическое положение
Село расположено на острове Хонсю в префектуре Нагано региона Тюбу. С ним граничат посёлок Коуми и сёла Китааики, Минамимаки, Каваками, Уэно.

## Население
Население села составляет 1058 человек (1 августа 2014), а плотность — 16,02 чел./км². Изменение численности населения с 1980 по 2005 годы:
| 1980 | 1604 чел. |  |
| 1985 | 1453 чел. |  |
| 1990 | 1368 чел. |  |
| 1995 | 1334 чел. |  |
| 2000 | 1584 чел. |  |
| 2005 | 1151 чел. |  |

## Символика
Деревом села считается сосна густоцветная, цветком — Prunus jamasakura, птицей — Cettia diphone.